# Nihonbashi Mitsui Tower
La Nihonbashi Mitsui Tower (日本橋三井タワー) est un gratte-ciel construit à Tokyo de 2002 à 2005 mesurant 192 mètres de hauteur. Elle abrite des bureaux, deux musées et un hôtel.
La surface de plancher de l'immeuble est de 129 980 m2 ce qui est considérable pour un gratte-ciel.
L'immeuble a été conçu par l'agence d'architecture de Cesar Pelli et par l'agence japonaise Nihon Sekkei (ja).